# Domus Transitoria

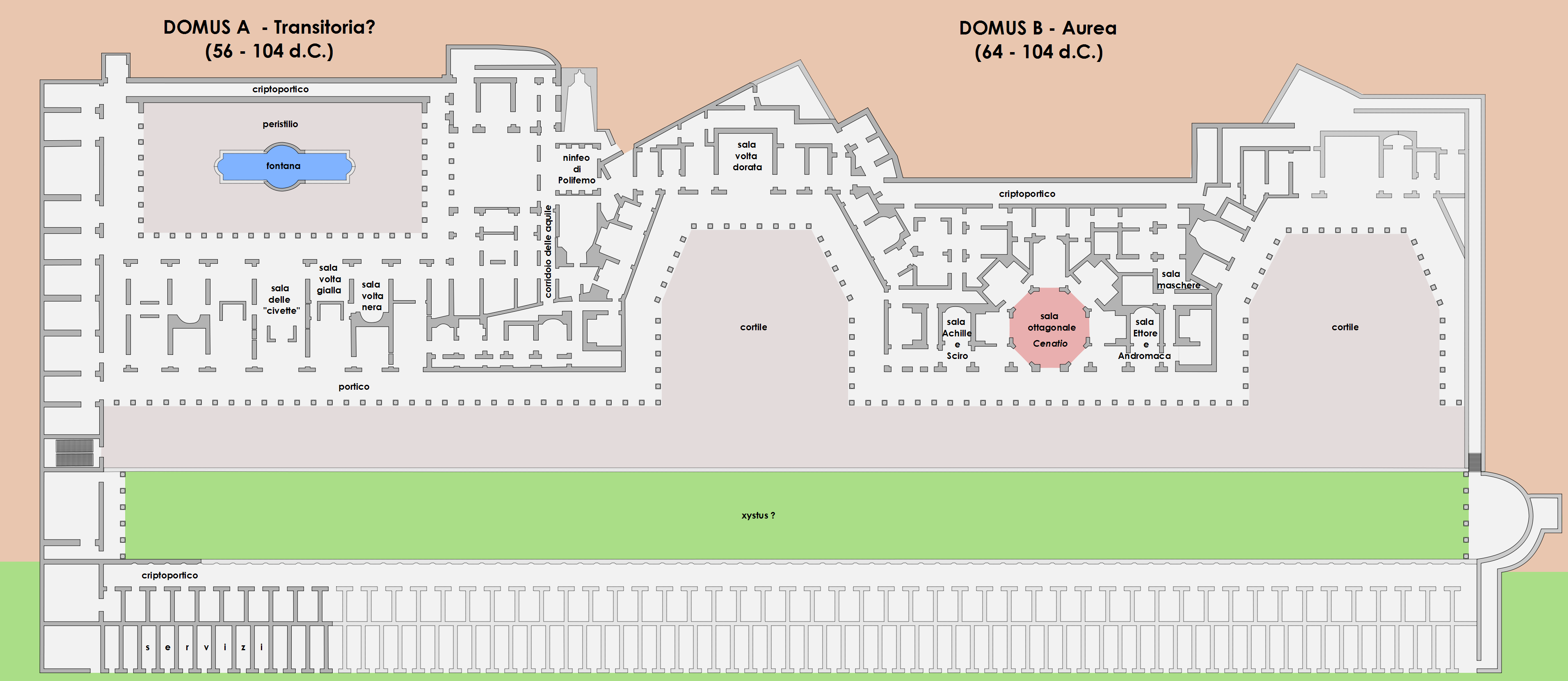
Grundriss der Domus Transitoria und der Domus Aurea

Die Domus Transitoria („Übergangshaus“) war ein Palast am Palatin in Rom, den der römische Kaiser Nero im 1. Jahrhundert errichten ließ. Die Domus Transitoria verband die alten kaiserlichen Bauten auf dem Palatin mit den ebenfalls im kaiserlichen Besitz befindlichen „Gärten des Maecenas“ auf dem Esquilin. Sie wurde beim Brand Roms im Jahr 64 weitgehend zerstört und durch die Domus Aurea ersetzt.
In Teilen der Domus Aurea, die auf die Domus Transitoria zurückgehen dürften, fanden sich Wandmalereien mit klassischen Motiven; mehrreihige Ornamente wie stilisierte Blüten umfassen Bildfelder. Das wichtigste Element ist das Kymation, auch Kyma; dies sind konkav oder konvex ausgebildete Stäbe als Abschlussleiste zwischen einzelnen Bauelementen. Stuckreihen bilden den äußersten Rahmen. 
Die Bilder sind flott, aber genau gemalt. Sie enthalten vermutlich mythologische Themen, die aber nicht genau zu deuten sind.

## Wandgestaltungen

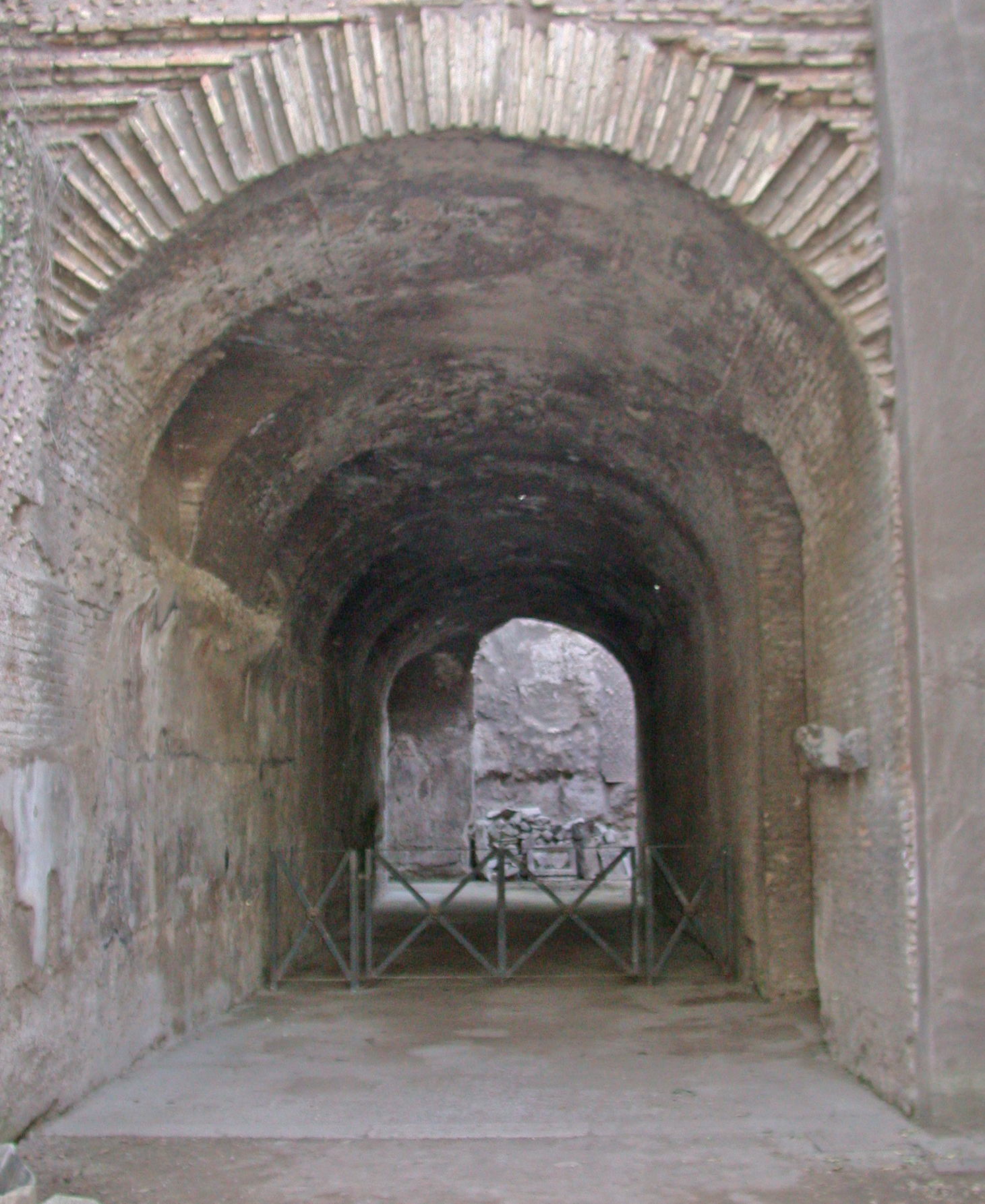
Der Criptoportico Neroniano
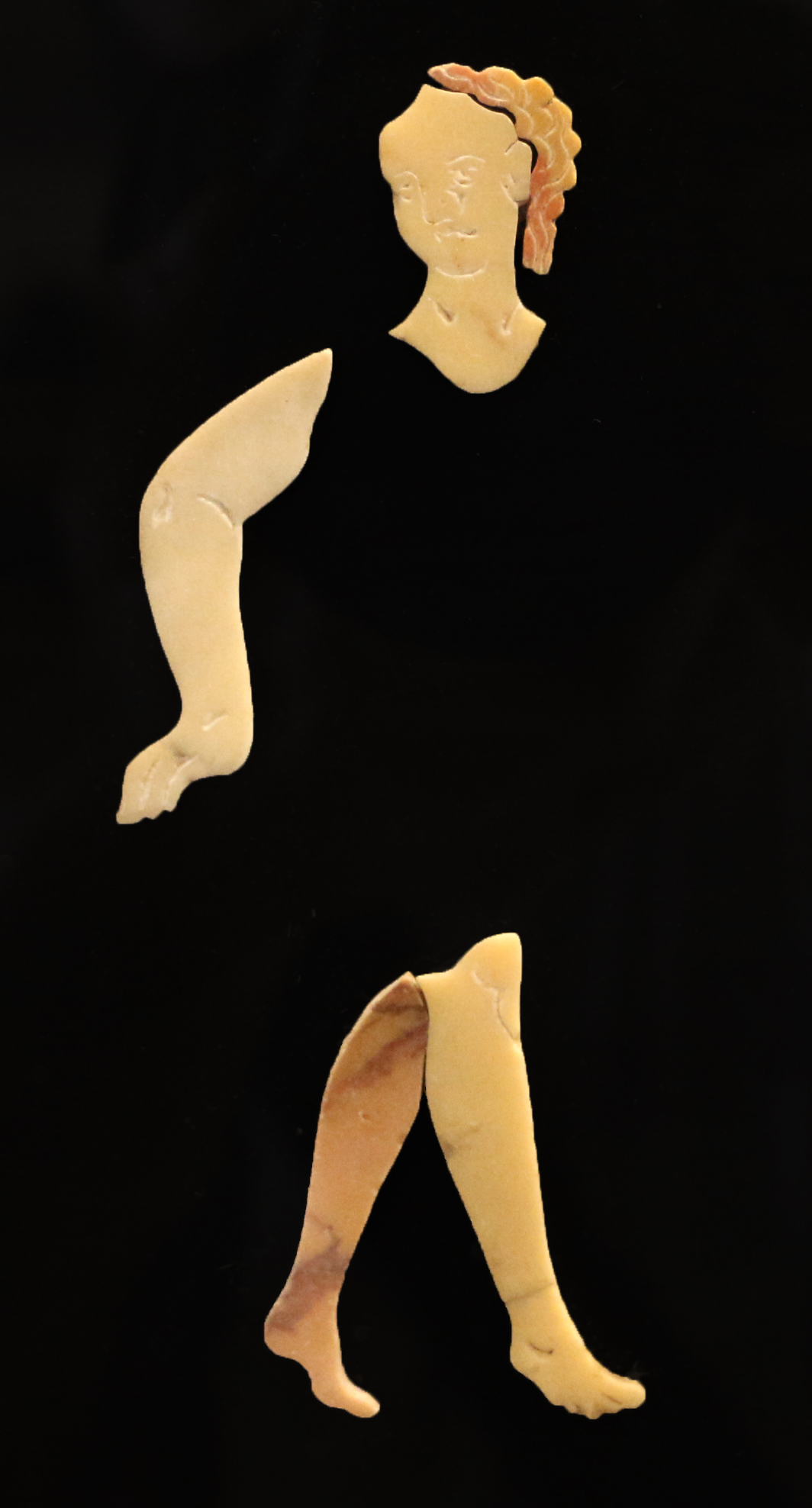
Marmor-Intarsien
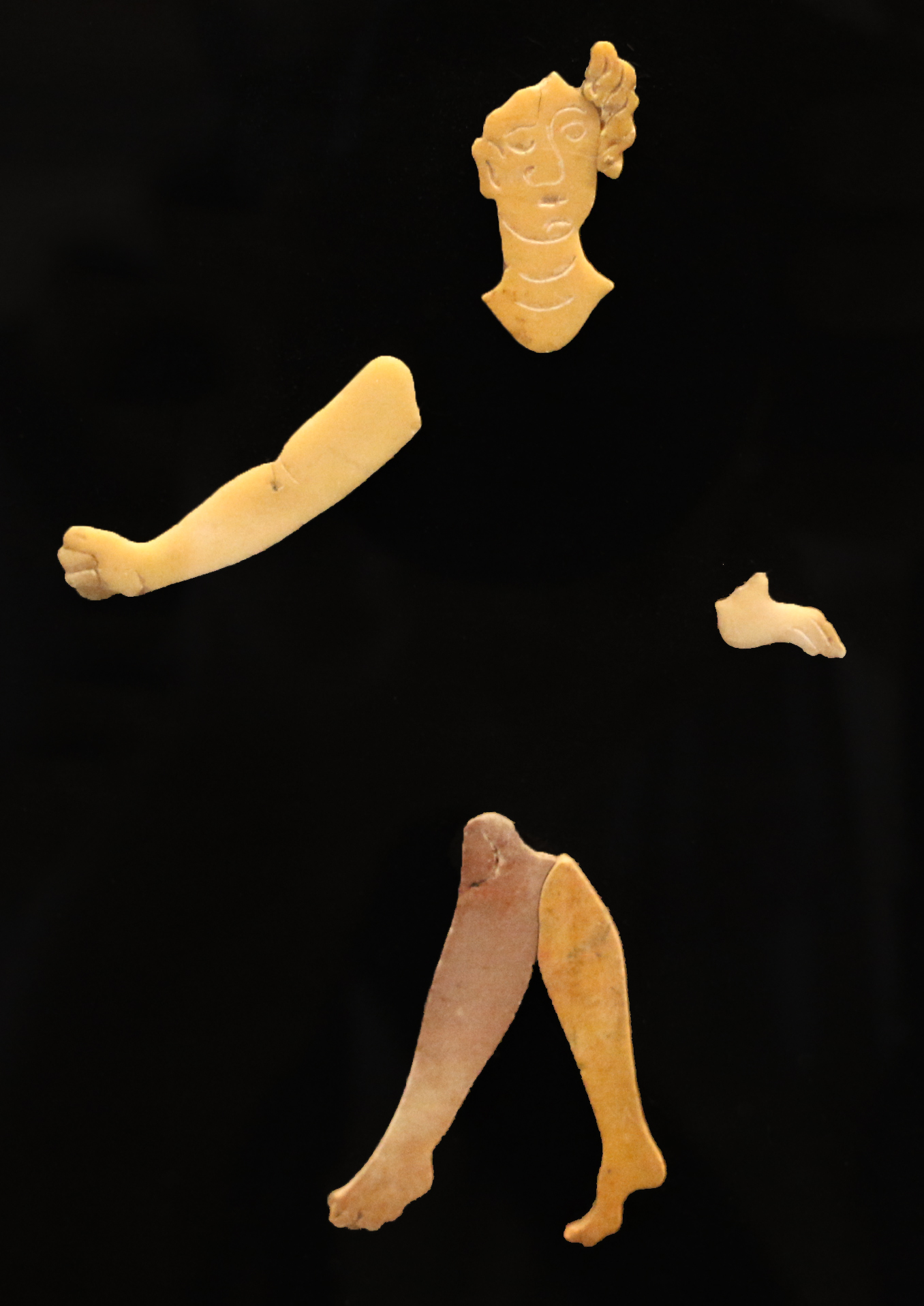
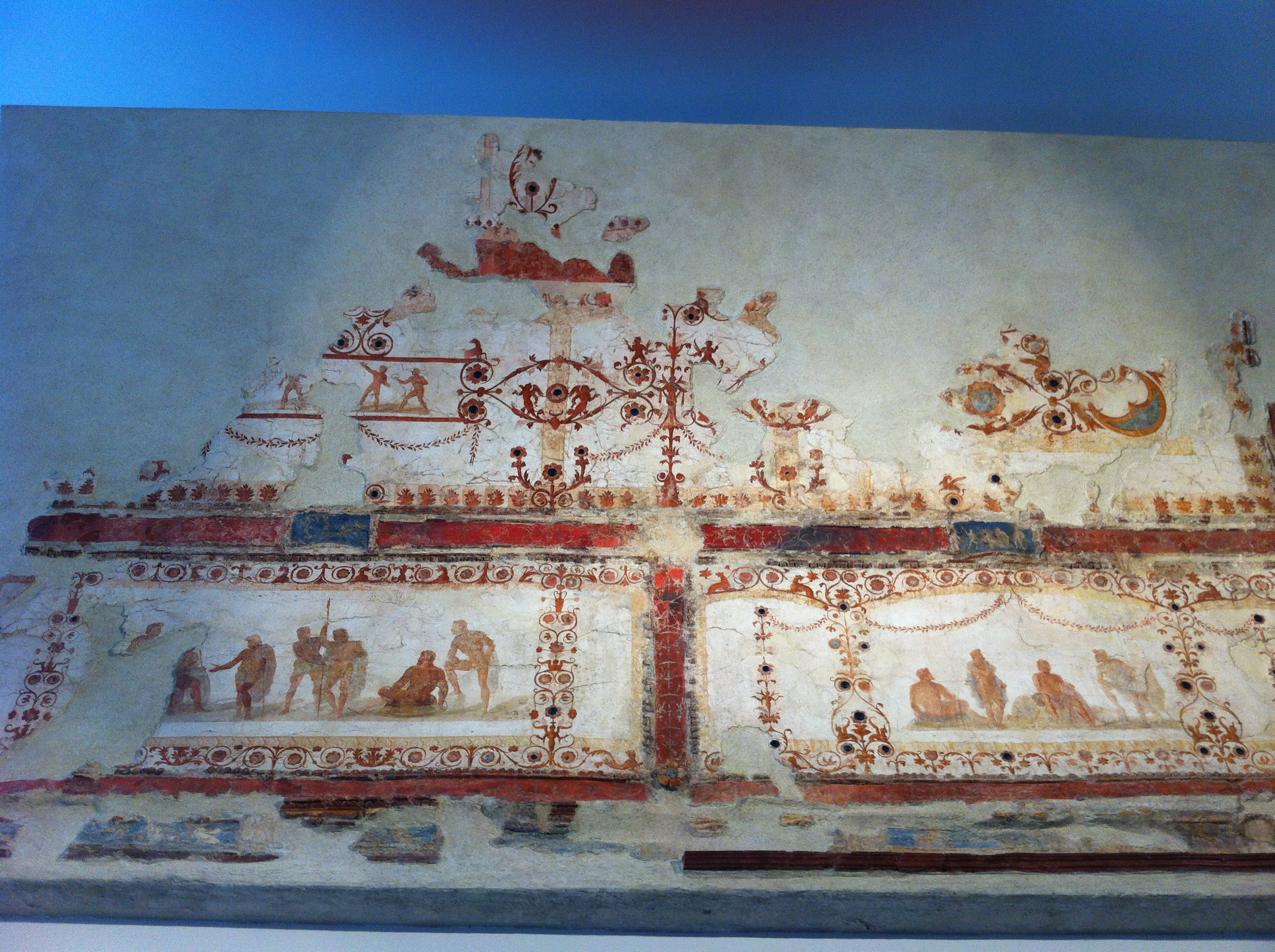
Fresken
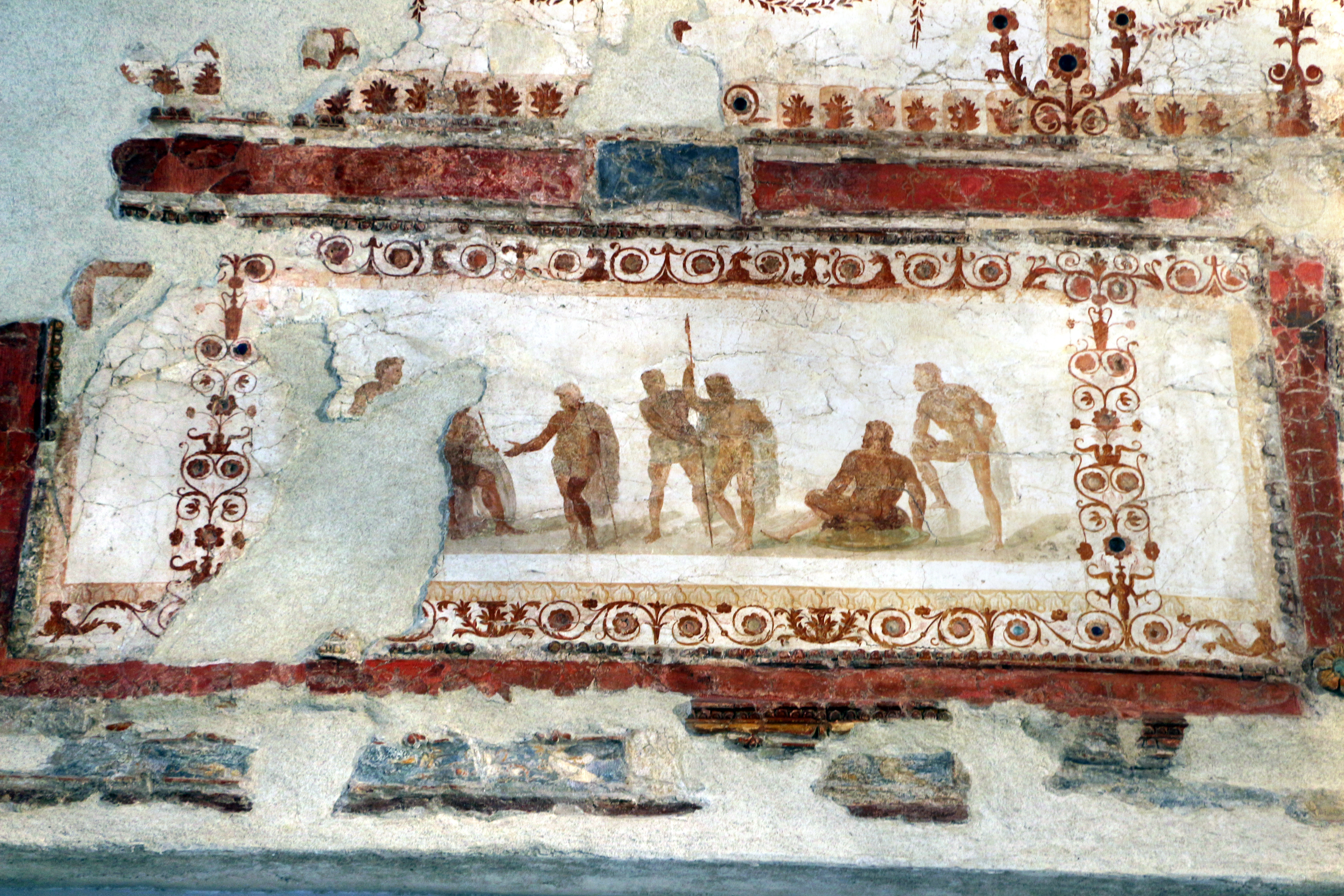
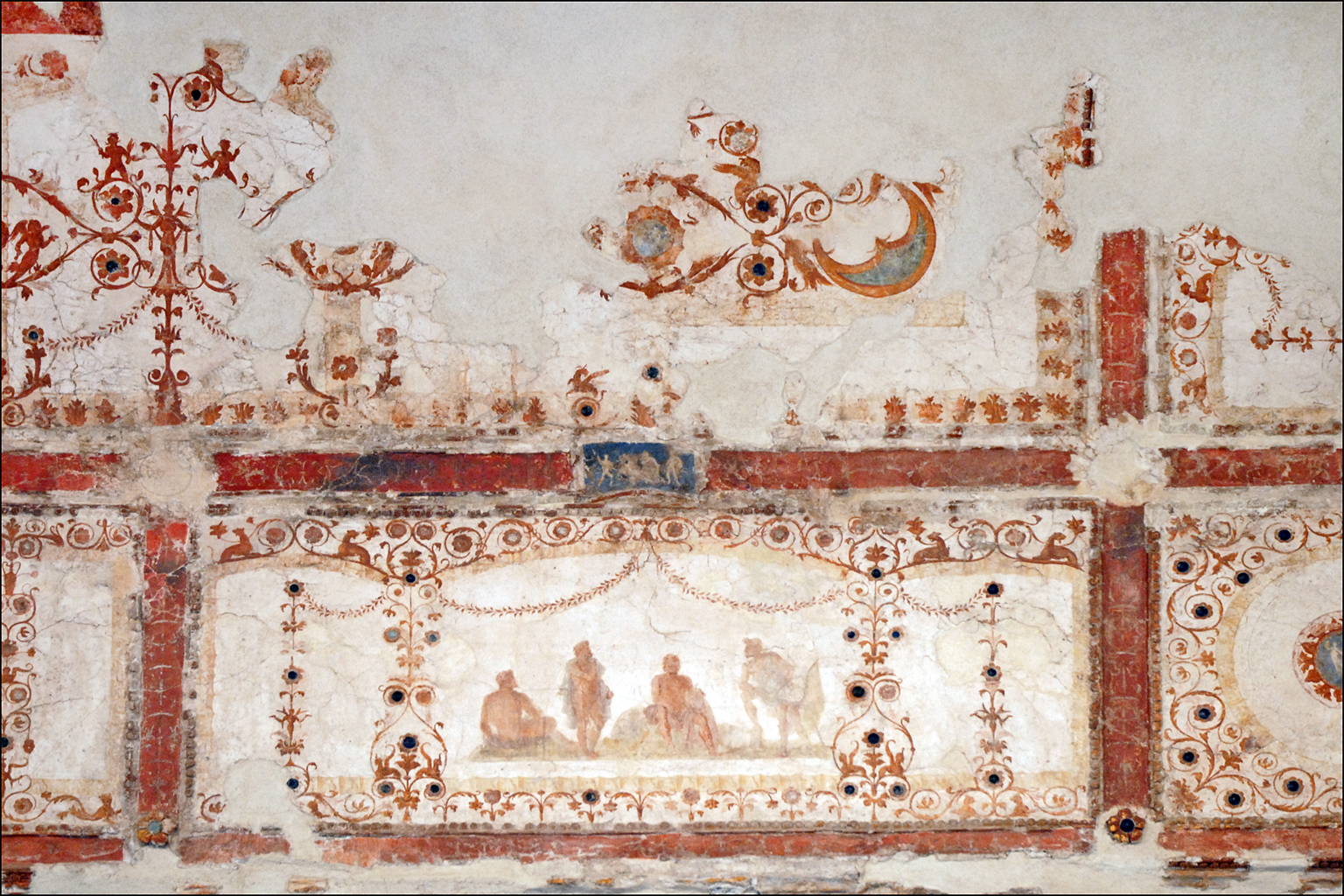
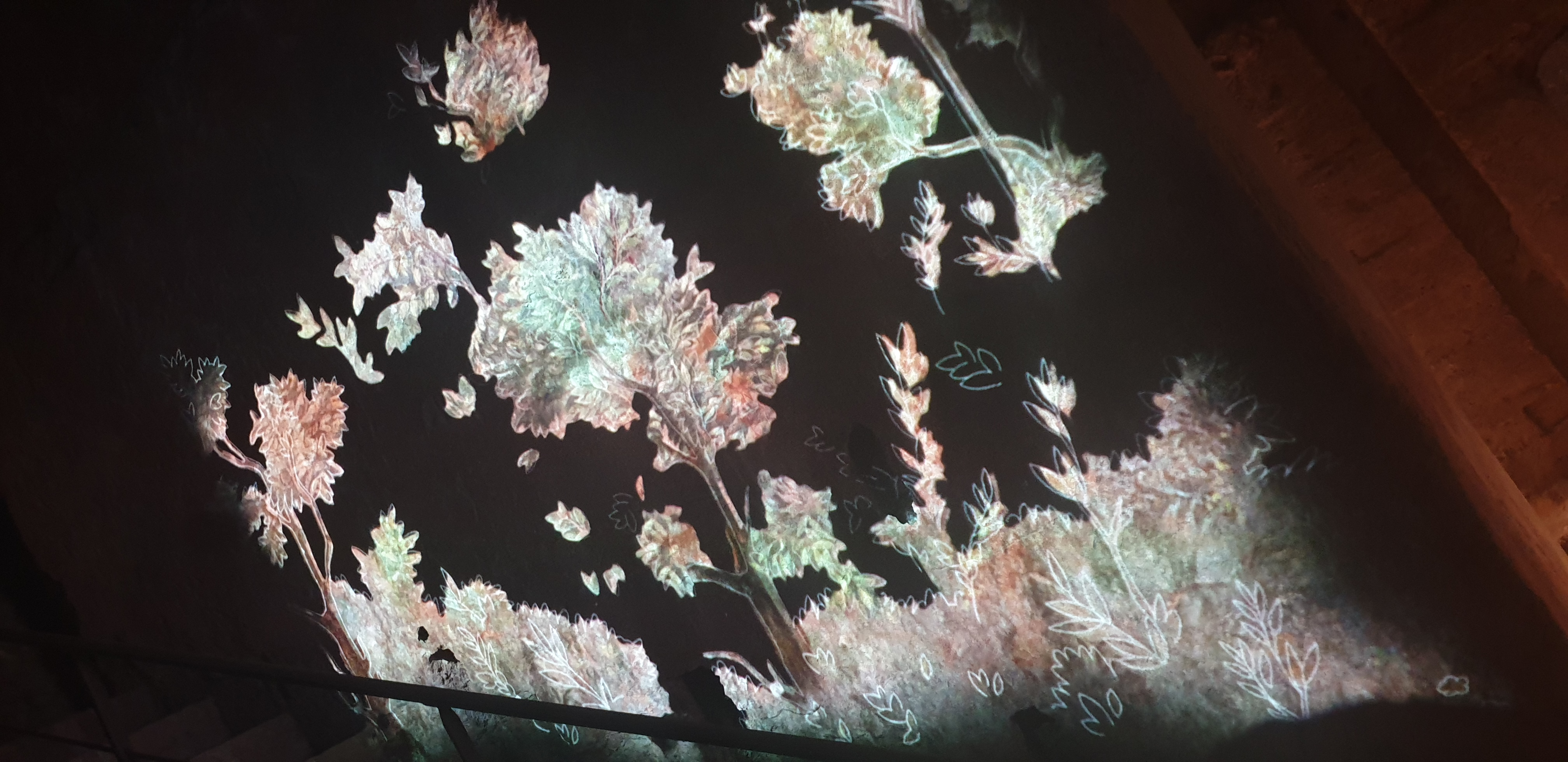
Wald-Bild
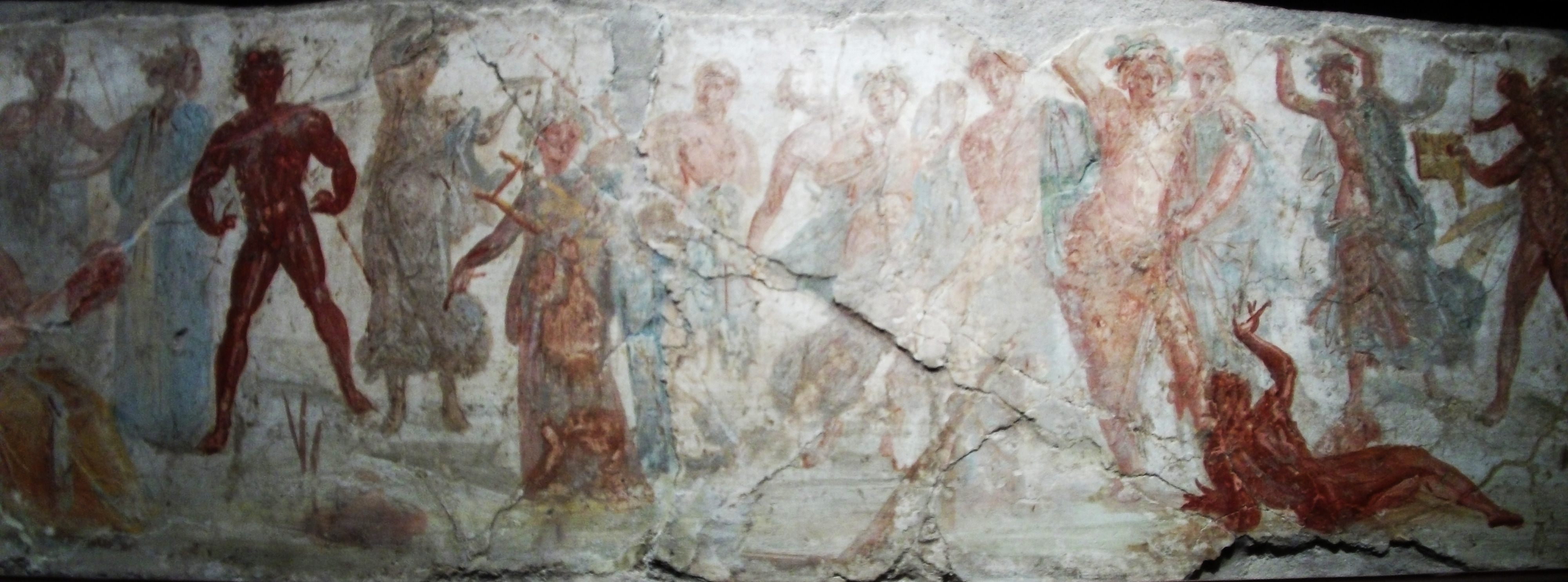
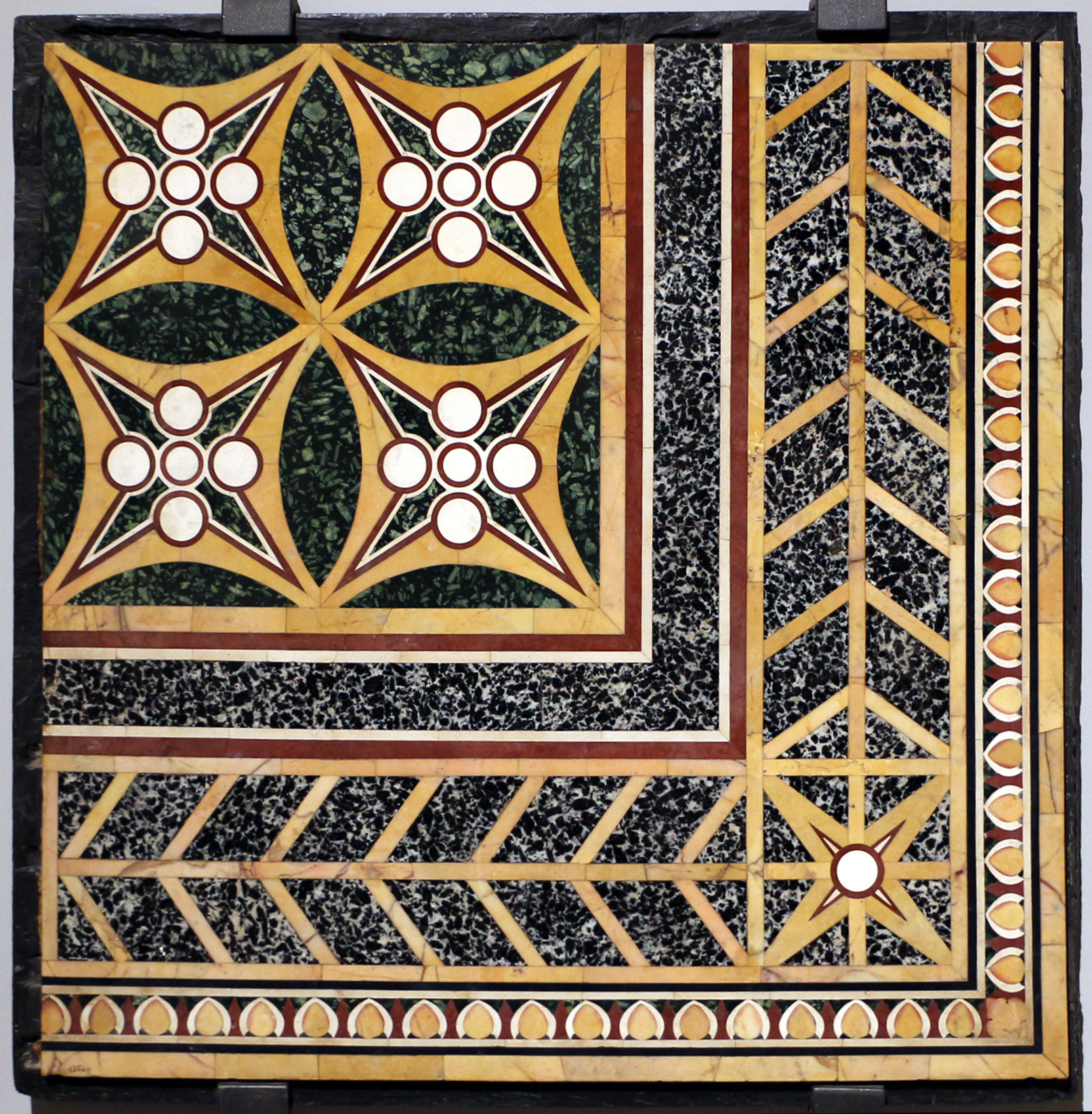
opus sectile